# 국립창원대학교
국립창원대학교(國立昌原大學校, Changwon National University)는 대한민국의 경상남도 창원시에 캠퍼스를 둔 국립 대학이다. 국립창원대학교는 1969년 교원양성을 위하여 설립된 마산교육대학을 그 모태로 하고 있다. 초기 마산교육대학은 경상남도 마산시에 위치하고 있었는데, 1970년대 경상남도 창원시에 국가 산업단지 설립계획이 수립 되면서 산업인력을 양성할 목적으로 공과대학을 중심으로 학교가 확장되었다.

## 연혁
- 1969년 3월 21일: 마산교육대학 개교
- 1978년 3월 1일: 마산초급대학으로 개편
- 1979년 3월 1일: 마산대학으로 승격
- 1983년 1월 30일: 가포캠퍼스에서 창원캠퍼스로 이전
- 1985년 3월 1일: 창원대학으로 교명 변경
- 1991년 3월 1일: 창원대학교로 교명 변경

## 역대 총장
| 대수  | 이름   | 임기            | 비고 |
| ----- | ------ | --------------- | ---- |
| 초대  | 박남규 | 1991년 ~ 1994년 |      |
| 제2대 | 이수오 | 1995년 ~ 1998년 |      |
| 제3대 | 이수오 | 1999년 ~ 2002년 |      |
| 제4대 | 김현태 | 2003년 ~ 2006년 |      |
| 제5대 | 박성호 | 2007년 ~ 2010년 |      |
| 제6대 | 이찬규 | 2011년 ~ 2014년 |      |
| 제7대 | 최해범 | 2015년 ~ 2018년 |      |
| 제8대 | 이호영 | 2019년 ~ 2023년 |      |
| 제9대 | 박민원 | 2024년 ~        |      |

## 교육편제
국립창원대학교의 학부 과정은 8개 단과대학 하위에 전공이 각 설치되어 운영되고 있으며, 한편, 일반대학원 1개원과 특수대학원 6개원 등 7개 대학원을 설치하여, 석·박사 과정을 운영중에 있다.

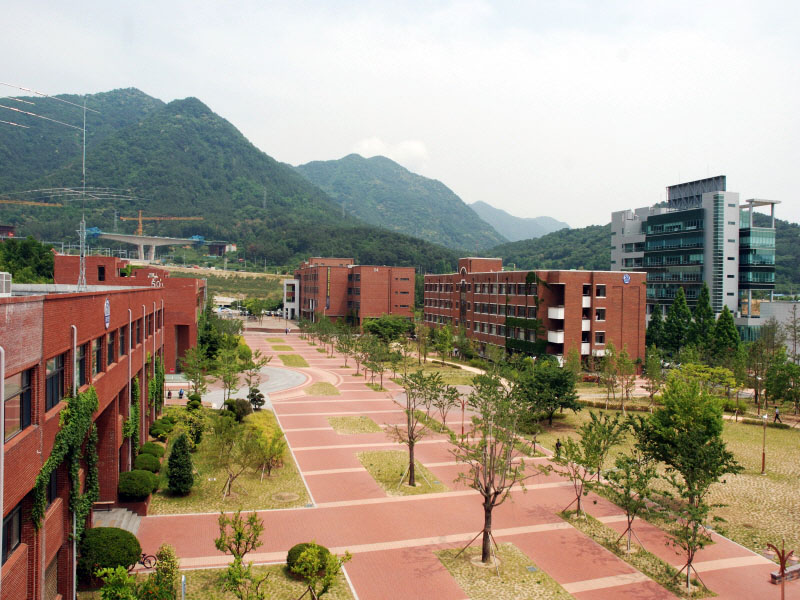
국립창원대학교 공과대학 건물군

## 학생활동

### 대학언론사
대학내의 학예술 연구동향 보도 및 교수, 교직원, 학생활동과 홍보사항을 공정하고 정확하게 보도하고, 건전한 학풍을 진작시키며, 건설적인 의견과 비판으로 대학언론의 기본적 사명을 다하여 대학 발전에 공헌함을 목적으로 운영되고 있다. 대학언론사는 대학신문사 편집국, 방송국 편성국, 영자신문사 편집국으로 구성되어 있다.

## 캠퍼스 풍경
국립창원대학교는 경상남도 소재 국립 대학으로, 창원시 의창구 사림동에 위치하며, 784,255m² 부지를 가지고 있다. 캠퍼스 서편으로 경상남도청, 경상남도교육청과 창원시청 등과 접한다. 경전선의 창원중앙역이 캠퍼스 인근으로, 교통이 편리하다. 경남도립미술관 등 문화예술 시설이 존재하고, 주거지구가 인접한 만큼, 창원신월고등학교, 창원문성대학교 등이 인근에 위치한다.

### 중앙도서관

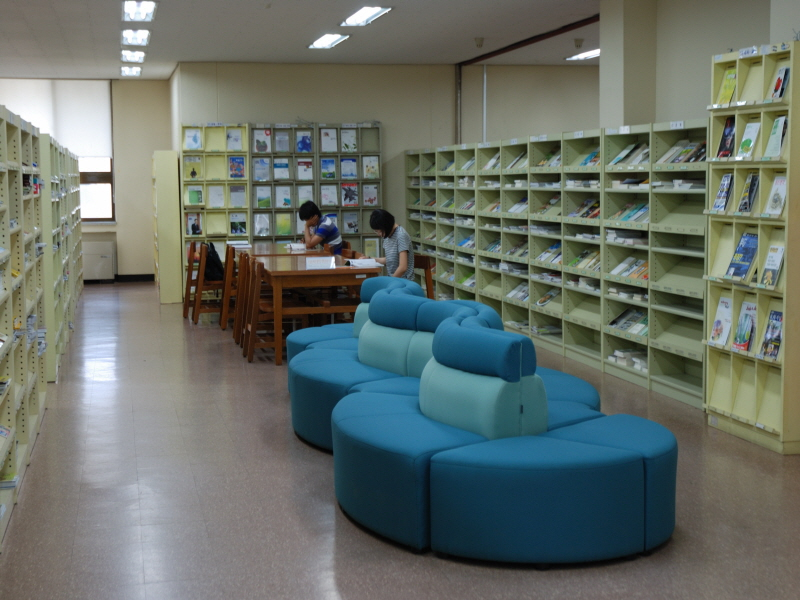
구 중앙도서관의 연속간행물실

1969년 3월 마산교육도서관으로 개관했다. 2012년 신축 도서관 건물로 이전하였고, 1,584석의 열람석을 갖추고 있다. 도서 자료의 경우, 2018년 기준 656,722권을 소장하고 있으며, 이는 재학생 1인당 약 68권에 해당하는 수치다.

### 박물관
국립창원대학교 박물관은 도서관 1층에 위치하고 있으며, 상설전시실, 박물관장실, 행정실, 유물정리실, 보존처리실, 유물수장고로 구성되어 있다. 박물관은 마산교육대학의 향토관에서 출발하였으며, 1986년 3월에 대학 박물관으로 승격하였고 1991년에는 법정 부속기관이 되었다. 박물관의 소장유물은 선사시대 유물에서부터 현대에 이르기까지 역사, 고고, 민속, 공예에 관한 자료들이 11,864점에 이른다.

### 정보전산원
국립창원대학교의 정보전산원은 캠퍼스의 북쪽에 위치하고 있으며, 정보화를 통한 대학의 경쟁력을 확보한다는 비전을 가지고 이를 실현하기 위하여 학내 행정 정보화 사업, 교육 정보화 사업, 지역 정보화 사업, 그리고 각종의 연구개발 사업을 추진하고 있다.
현재 대학전역과 모든 건물에서는 무선랜을 사용할 수 있다. 정보전산원에는 학사 및 행정, 가상강좌, 홈페이지 서버등으로 10여대의 서버가 구비되어 있으며, 교육 및 실습을 지원하기 위하여 6개의 실습실에 300여대의 PC가 설치되어 있다.

### 평생교육원
국립창원대학교 평생교육원은 지역민들을 위하여 국제화와 개방화 시대에 적합한 전문성 겸비와 실용성 위주의 다양화·특성화된 교육을 실시함으로써 지역사회에 열린교육과 평생교육의 장을 제공하려는 목적으로 운영되고 있다. 평생교육원은 창원시, 진해구, 함안군 등과의 관학협약을 체결하여 지역민들을 위한 다양학 학습기회를 제공하는 프로그램은 운영하고 있다.

### 학생생활관
국립창원대학교 학생생활관은 캠퍼스의 서쪽에 위치하고 있으며 학생들의 면학을 위한 숙식제공을 위해 성실관(남학생), 창조관(메카트로닉스공학부 전용관), 진리관(여학생)의 숙사동과, 편의시설인 식당과 관리동을 운영하고 있다. 2009년도 5월을 기준으로 창원대학교 학생생활관은 1,972명을 수용할 수 있으며(재학생대비 기숙사 수용률 20.9%), 이중에서 740명은 민간투자 생활관(BTL)에서 수용하고 있다.

### 보육교사교육원
국립창원대학교 보육교사교육원은 원생들에게 전문적 보육지식과 기술을 교육하여 우수한 보육교사를 양성함으로써 영유아 보육의 질을 높이고 그 발전에 기여하려는 목적으로 운영되고 있다. 보육교사교육원 1994년 3월 15일 창원대학교 부설 보육교사교육원을 경상남도로부터 수탁 받아 운영하고 있으며, 200명의 보육교사 3급 양성 1년 과정 수강생을 교육하고 있다.

### 출판부
국립창원대학교 출판부는 1996년에 설립되어, 120여종의 교양, 전문학술도서를 출간 하였으며 외부출판 및 대학출판부를 통한 저술활동을 지원하고 있다.

### 어학교육원
국립창원대학교 어학교육원은 학생들의 외국어를 중심으로 언어구사 능력을 향상시킬 수 있도록 교육하기 위해 설립된 기구로서 영어회화 관련 정규강좌 및 영어를 비롯한 다양한 외국어 회화 특강을 실시하고 있다.

### 국제교류원

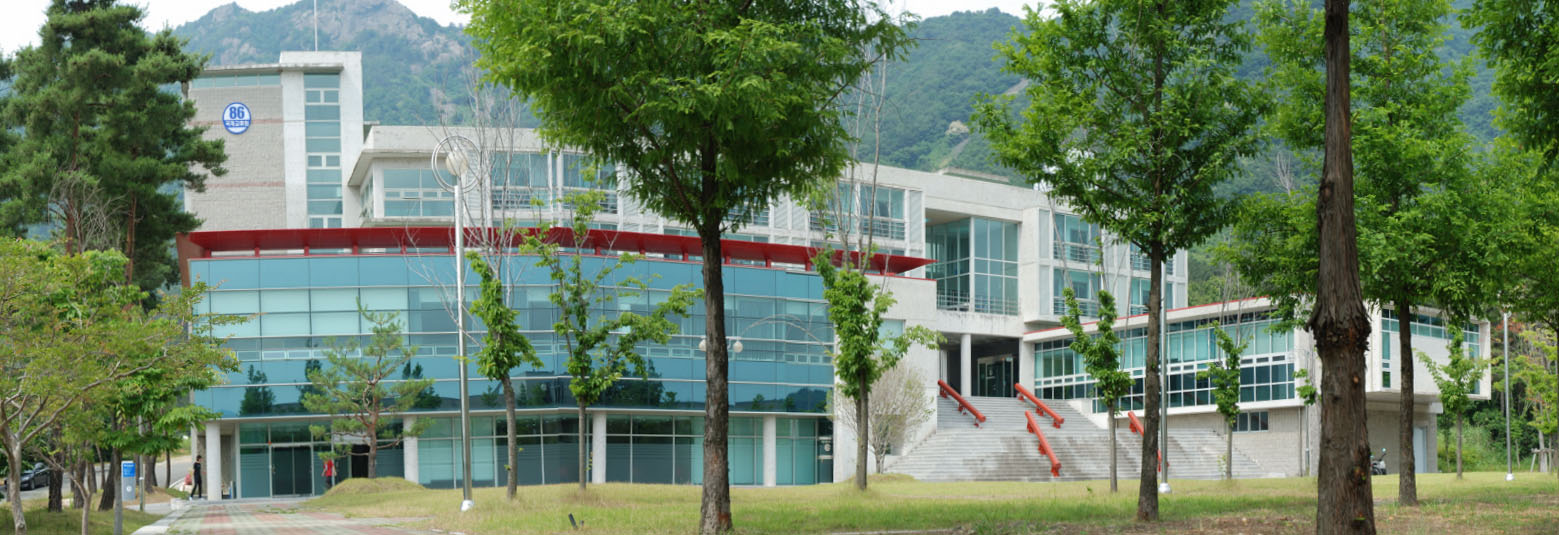
국제교류원

국립창원대학교 국제교류원은 대학 캠퍼스의 북쪽에 위치하고 있으며, 대학의 국제화 추세에 따라 국립창원대학교와 외국대학간의 학술교류협력을 지속적으로 추진함으로써 학문의 세계화와 국제경쟁력 강화하려는 취지로 운영되고 있다. 국립창원대학교와 학술교류협정을 체결하여 교류협력 관계를 맺고 있는 대학 수는 세계 14개국의 39개 외국대학이다.

### 공동실험실습관

공동실험실습관

국립창원대학교 공동실험실습관은 대학 캠퍼스의 북동쪽에 위치하고 있으며, 대학 내에 고가정밀장비를 공동관리하고 운영함으로써, 중복 투자로 인한 예산을 절감하려는 목적으로 운영되고 있다. 건물은 5층으로 되어 있으며, 1층은 공학기기실, 2층은 일반 교양 실험실, 3층은 화학 기기 분석실, 4층은 생명공학 기기실, 5층은 분광, 물성 구조 측정실의 전문 분야별로 구성되어 있다.

### 봉림고시원
국립창원대학교 봉림고시원은 학생들이 오직 학습에만 전념할 수 있도록 합리적이고 체계적인 학습관리 및 생활지원과 각종 장학금을 수여하고 있다.
봉림고시원은 현재 학생생활관 1동 뒤편에 위치하고 있으며 사법시험반, 행정고시반, 공인회계사반 및 7·9급 공무원 준비반, 임용고시반 등으로 구성되어 있다.
실원은 연간 2회(5월, 12월)의 입실고사를 통하여 성적순으로 선발하고 있다.

### 종합인력개발원

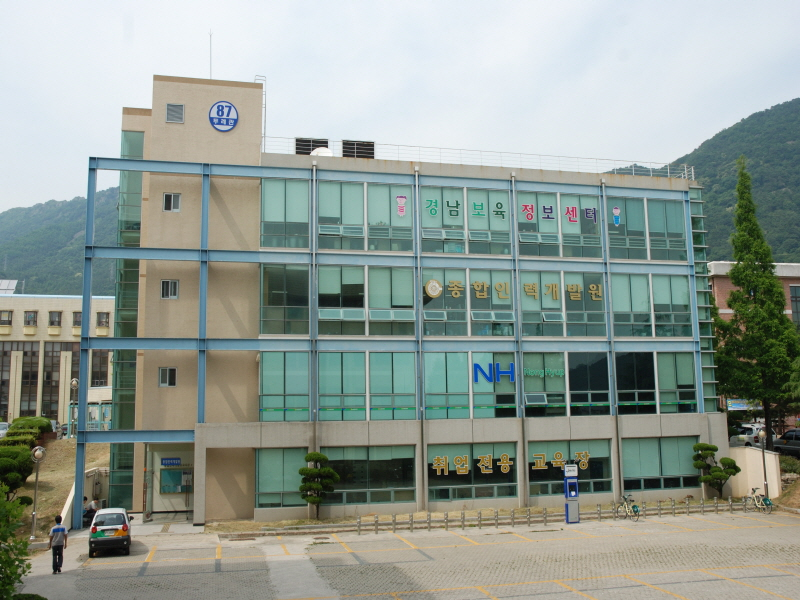
종합인력개발원

종합인력개발원에서는 취업강화 및 여성커리어 개발을 위하여 산하 조직에 취업지원정보센터와 여성커리어개발센터를 두고 다양한 사업을 추진하고 있다.
우선 전임교원의 학생취업, 진로상담제도를 도입 학생관리 체계를 전산화하고 있으며, 취업관련 각종사이트를 단일화 집중시켜 취업정보 및 자료 수집의 접근성과 편리함을 도모하고 있고, 취업상담 및 인·적성검사 실시, 취업동아리, 영어면접 클리닉, 취업관련 정규 교양과목 운영, 인터넷 동영상강의, 여대생 커리어 개발 사업 및 각종 교류 프로그램 등 다양한 사업을 추진하고 있다.
- 여성커리어개발센터

국립창원대학교 여성커리어개발센터는 경상남도 내 처음으로 국립대학 내에 설립된 여성을 위한 장으로서 창원 대 여학생의 리더십, 진로 및 취업교육은 물론 경남지역의 고학력 여성의 경제 및 사회문화 활동의 증진을 위한 프로그램을 개발하여 여성의 지도자적 자질 함양과 행복을 위해 노력하는 곳이다.

### 대학발전협력원
대학발전협력원은 국립창원대학교의 ‘브랜드 매니저’다. 학교의 총체적인 이미지를 관장하고 있으며 브랜드 가치를 높여 인지도 상승은 물론 발전기금을 유치 및 대외협력 네트워크를 확장에 적극 나서고 있다. 대학발전협력원의 주요 업무는 대학 홍보, 국내 대학 및 기관 간 교류, 발전기금 모급 사업 추진이며 이와 관련된 다양한 업무를 수행하고 있다.
세부 업무로는 언론 홍보, 대학 이미지 광고, 행사 및 자료사진 촬영, 홍보자료 및 기념물 제작, 홍보도우미 관리, 찾아가는 고교축제 동아리 지원, 전광판(정문, 종합교육관 옥외) 및 멀티시스템 운영, 국내대학/기관과의 학술교류 및 상호교류에 관한 기본 계획 수립 및 협정 체결, 남도교류 지원 계획 수립 및 추진, 동문관계강화 협력, 발전기금 조성 계획 수립 및 추진, 기부자 예우프로그램 운영 등이 있다.

### 공학교육혁신센터
공학교육혁신센터는 급변하는 시대에 능동적으로 대처하고, 미래지향적이며 실용적인 공학교육을 실현하고자 설립되었다. 국제적·전문적인 수준의 공학 현장 실무능력을 갖춘 인재 양성을 위한 공학교육인증 관련 제반 업무를 원활히 수행하는 한편, 공학교육혁신을 통해 공학교육의 질적 수준을 향상시킴으로써 공학교육의 세계 표준화에 부합하는 공학도를 양성하고, 국제적·전문적 기술과 소양을 갖춘 우수한 인재를 양성하는 것이 목적이다.

### 녹색기술기반 해양플랜트 인재양성센터
국립창원대학교 『녹색기술기반 해양플랜트 인재양성센터』는 정부의 광역경제권 선도산업 인재양성사업의 일환으로 연간 약 50억원의 국비를 지원받아 매년 200여명의 다분야 융합교육을 받은 우수한 해양플랜트 분야 엔지니어를 배출하여 지역 및 국가의 발전에 이바지하며, 동시에 선도산업 분야의 연구를 통하여 해양플랜트 분야의 수준 높은 연구결과를 창출함을 목표로 설립 되었다.
우리 센터에는 조선공학과ㆍ화공시스템공학과ㆍ토목공학과ㆍ기계공학과ㆍ전기공학과ㆍ전자공학과ㆍ제어계측공학과ㆍ환경공학과ㆍ정보통신공학과 등 9개 학과가 참여하고 있으며, 『플랫폼』 『플랜트』 및 『안전-그린에너지』의 3개의 교육 트랙이 설치되어 있어, 참여학생은 학과의 구별 없이 3개의 트랙 중 하나를 선택한 후 정해진 교육과정에 따라 학점을 취득할 수 있다.
참여학생에게는 (i) 장학금, (ii) 장기/단기 해외연수, (iii) 연구참여, (iv) 현장체험 등의 다양한 기회가 주어지며, 미취업졸업생에게는 재교육프로그램까지 마련되어 있어 취업의 기회를 확대하고자 한다. 참여 학생들은 『입학전공』 및 『해양플랜트공학연계전공』을 함께 이수함으로써 졸업 시에 복수전공 취득이 가능하다.
교육을 위하여 연차적으로 실험설비를 확장하여 해양플랜트종합실험실 및 각 트랙별 특화 실험실, 공통종합전산설계실, 단기강좌실습실 등을 구축하며, 동시에 모든 강의실을 리모델링하여 쾌적한 강의가 진행될 수 있게 할 계획이다.

## 학술교류현황
| - 미국 - 로즈헐만공업대학 - 멤피스대학교 - 노던콜로라도대학교 - 네브라스카-링컨대학교 - 펜실베니아주립대학교 물질연구소 - 뉴저지대학 - 뉴저지시립대학교 - 사우스웨스턴대학교 - 미시건공업대학교 - 알링턴소재 텍사스대학 - 브룩헤븐대학 - 유타주립대학 - 캐나다 - 맥매스터대학교 - 노든컬리지 - 영국 - 노팅검트랜트대학교 - 랭커스터대학교 - 런던 케트로폴리탄대학교 - 스트라스클라이드대학교 - 아일랜드 - 트리니티대학 - 리메릭대학교 - 프랑스 - 에꼴 상트랄 드 릴르 - 에꼴 상트랄 드 릴르 간의 교류 협정에 의거한 에꼴 상트랄 인터그룹 - 독일 - 뮌헨 루트비히-맥시밀리언즈대학교 - 하노버대학교 - 플란드 - 브로츠와프공업대학교 - 오스트리아 - 비엔나공업대학교 - 재오스트리아한구고가학기술자협회 - 러시아 - 극동국립기술수산대학교 - 태평양국립대학교 - 블라디보스톡주립경제대학교 - 러시아국립사회대학 - 상트페테르부르크포리테크닉 - 호주 - 시드니공과대학교 - 로얄멜버른공업대학 - 일본 - 도호쿠대학 - 소카 대학 - 나가사키대학 - 키타미공업대학교 - 큐슈공업대학 - 오사카대학 - 요코하마국립대학 - 전기통신대학 - 야마구치대학교 | - 중국 - 대련대학 - 연변대학교 - 안휘공업대학 - 청도과기대학 - 홍콩벱티스트대학 공상관리학원 - 난주철도대학 - 산동대학 - 산동대학 위해분교 - 인민대학 - 광주중의약대학 - 하북과기대학 - 절강재경학원 - 산동공상학원 - 심양대학교 - 중경과학기술대학 - 중앙재경대학교 - 광서대학교 - 서남민족대학교 - 귀주대학교 - 동북대학 - 청도농업대학 - 동북사범대학 - 사천대학교 - 심천대학교 - 산동이공대학교 - 북경외국어대학 - 산동경제학원 - 흑룡강대학 - 상해상학원 - 청도대학 - 산동대학 외국어학원 - 북경공업대학 - 와룡고등학교 - 대련해사대학 - 대만 - 국립대만해양대학 - 베트남 - 베트남국립호찌민대학교 - 베트남국립하노이대학교 - 하노이건설대학교 - 홍방대학교 - 인도 - 이슬람국립대학교 - R.V 공업대학 - 인도 공과대학교 마드라스 - 인도네시아 - 페트라크리스찬대학교 - 방글라데시 - 방글라데시공업대학 - 캄보디아 - 캄보디아공업대학교 - 캄보디아왕립학술원 - 왕립프놈펜대학교 |  |

## 부속연구소

### 인문과학연구소
1997년 3월 "인문과학연구소(인문연구소)"로 설립되었으며, 200년 3월에 5개 연구소를 통합하여 "인문과학연구소"로 정식 발족되었다. 정기 학술지인 <인문논총>을 발간하고 교수들의 학술연구서도 발간하고 있다.

- 경남학연구센터

인문과학연구소의 부속기관이다. 경남지역의 역사와 문화에 대한 체계적인 연구를 통해 지역 정체성 확립과 지역 발전에 기여하려고 2005년 8월에 창립되었다.

### 디자인연구소
디자인 이론, 적용에 관한 연구 및 산학협동을 통한 지역사회의 디자인, 환경, 문화발전에 기여함을 목적으로 1996년 3월 23일에 설립되었다.

### 경영경제연구소
경영ㆍ경제 전반에 걸친 이론 및 실무의 연구를 통한 산ㆍ학 협동 체제를 확립하여 지역발전에 기여하기 위하여 1989년 6월 26일 설립되었다. 연구소 업무의 원활한 수행을 위해서 지역경제부, 경영컨설팅부, 회계세무부, 금융보험부, 전자상거래부, 부동산연구부를 두고 운영하고 있다.

### 사회과학연구소
1983년 5월 1일 “창원대학교 통일문제연구소”로 설립되었으며, 1995년 3월 1일 “창원대학교 사회과학연구소”로 개편되었다.

### 창원발전연구센터
사회과학분야의 학술이론연구, 사회현상분석 및 이에 관련된 국가 및 지방자치단체 등의 정책을 연구개발함으로써 사회과학이론의 발전에 기여하고 조국의 통일과 세계화 및 지방자치단체 제도의 발전에 기여를 목적으로 설립되었다. 1983년 5월 1일 “창원대학교 통일문제연구소”로 설립되었으며, 1995년 3월 1일 “창원대학교 사회과학연구소”로 개편되었다.

### 체육과학연구소
1996년 3월 8일에 설립되었다. 경기력 향상을 위한 체계적인 연구와 지역주민과 직장인을 위한 건강 관련 교육 프로그램, 스포츠 교실 운영, 체육에 관한 학술 및 현장 연구, 학술지 및 도서발간, 체육관련 정보자료 수집 및 정보자료실 운영 그리고 학술회의 개최 등을 통해 체육의 발전에 이바지하고자 한다.

### 생활과학연구소
1997년 설립하여 인간과 가족, 이를 둘러싼 환경과의 상호작용을 물질적, 인간적인면에서 연구하며, 인문과학·사회과학·자연과학의 지식과 이론을 바탕으로 한 가정 생활현상의 제문제를 다루고 있다.

- 패션포유 사이버 상담실

생활과학상담실에서 운영하는 웹페이지다. 패션에 관한 다양한 정보를 제공하기 위해 마련된 곳이며, 패션 관련 상담을 받을 수 있는 공간이기도 하다.

### 기초과학연구소
1989년 9월 21일 창원대학교 부설 기초과학연구소로 발족하여 1992년 3월 1일 법정연구소로 승격되었다. 전공분야별로 수리, 물리, 화학, 생명과학 등 4개의 연구부를 두고 있다.

### 유전공학연구소
1997년 6월에 본교의 부설 비법정연구소로 설립되었다. 생물환경, 생물의학, 유전자원, 기능성 소재의 4개 영역별로 연구부를 두고 생명현상에 관한 기초적인 연구와 생명공학기술의 산업적 응용을 위한 연구를 병행하여 추진하고 있다.

## 사진

국립창원대학교 교내 주요 건물
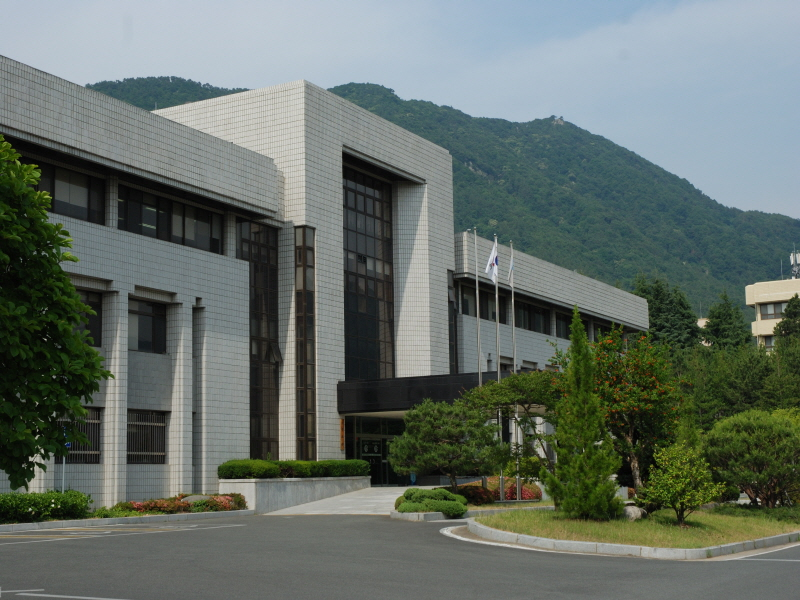
국립창원대학교 본부
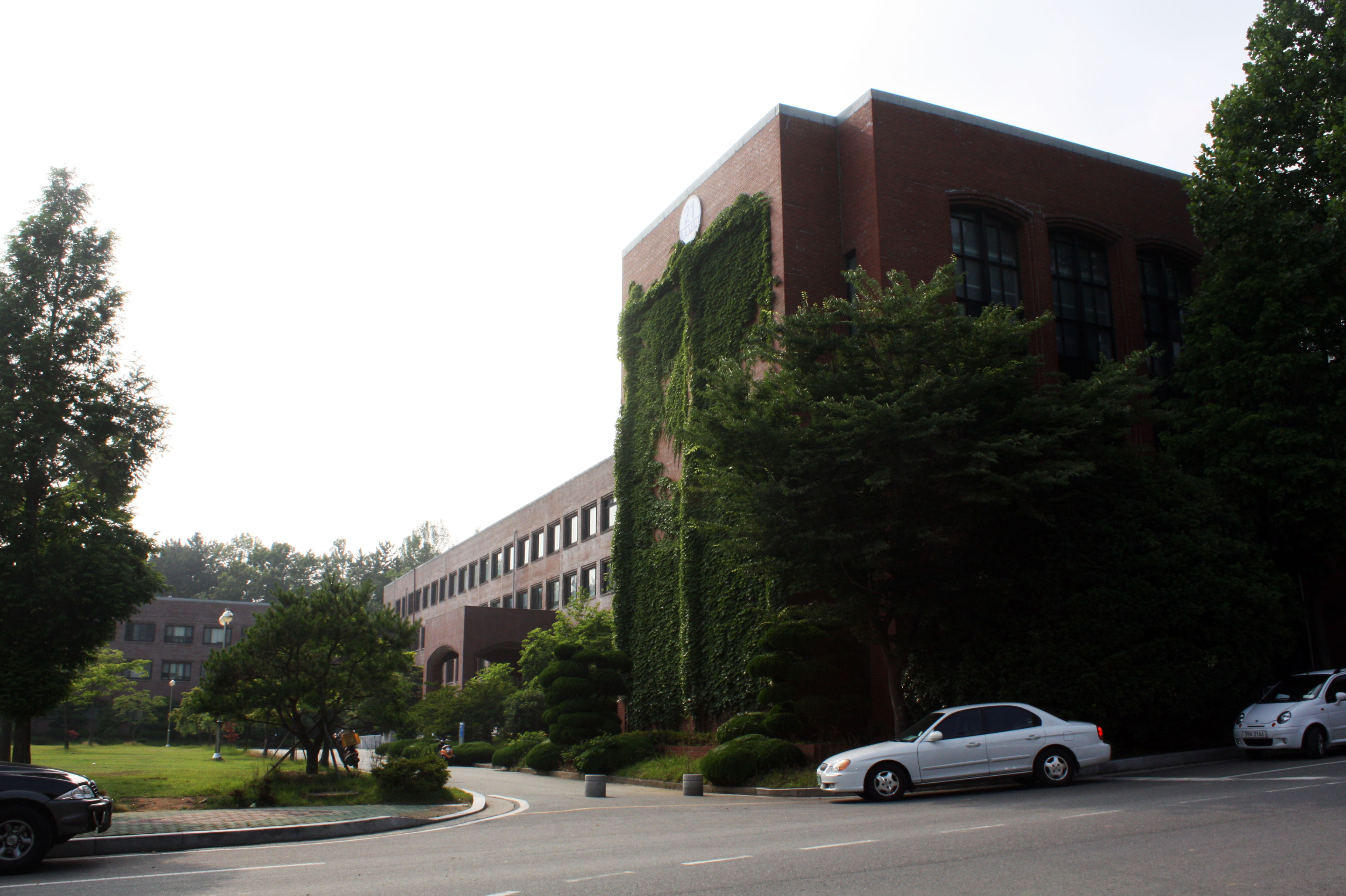
상경대학
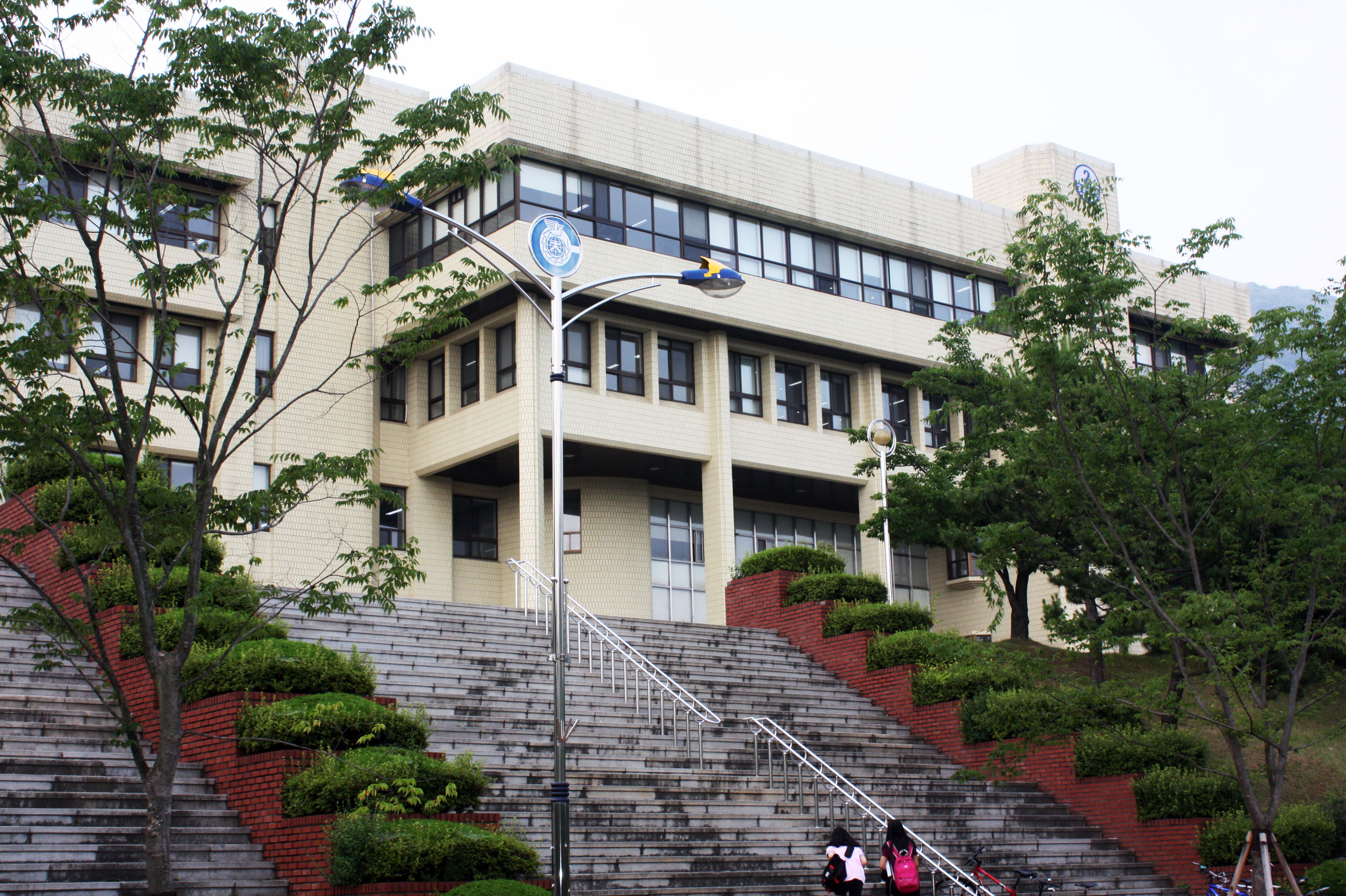
구 중앙도서관
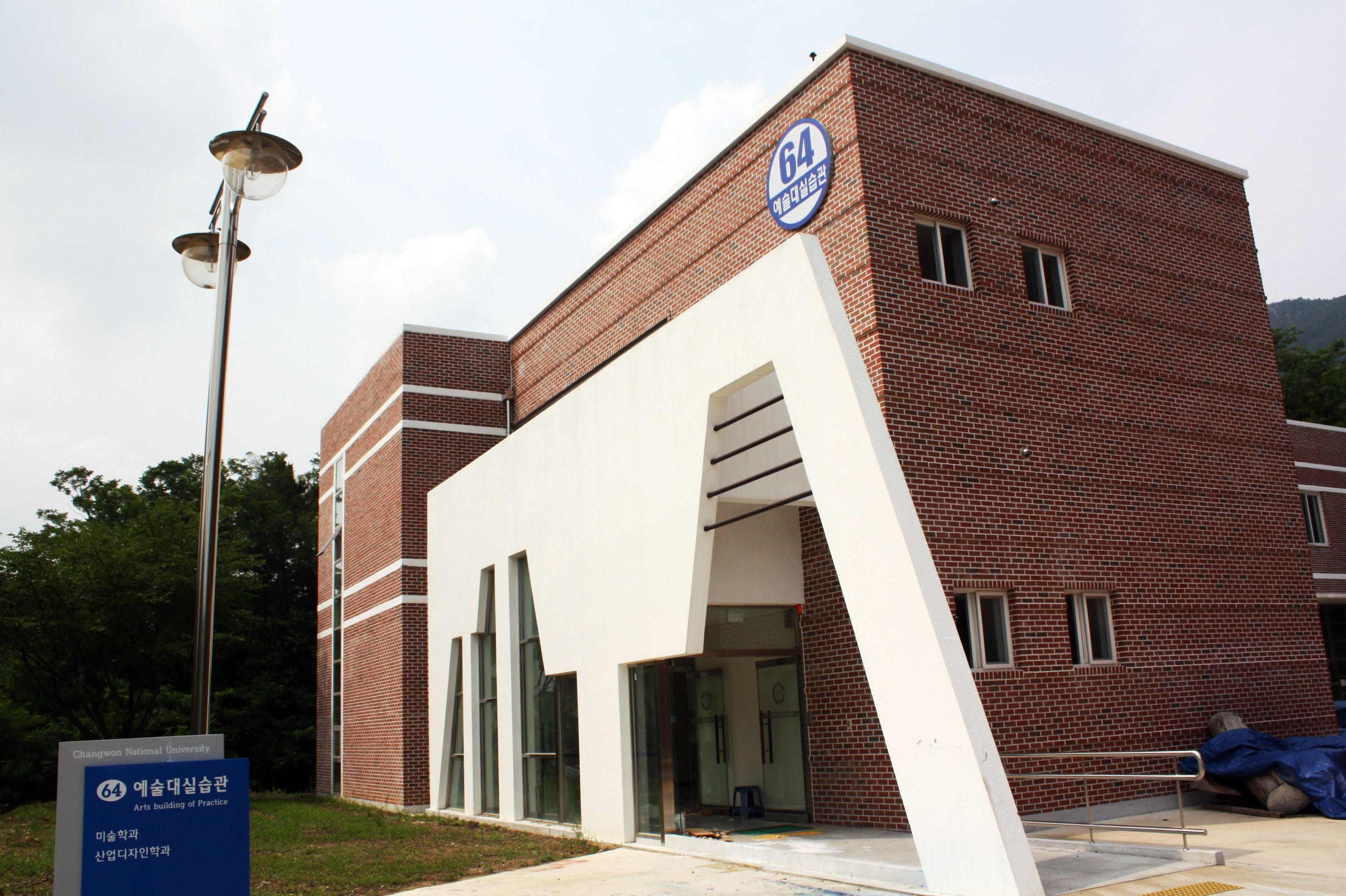
예술대 실습관
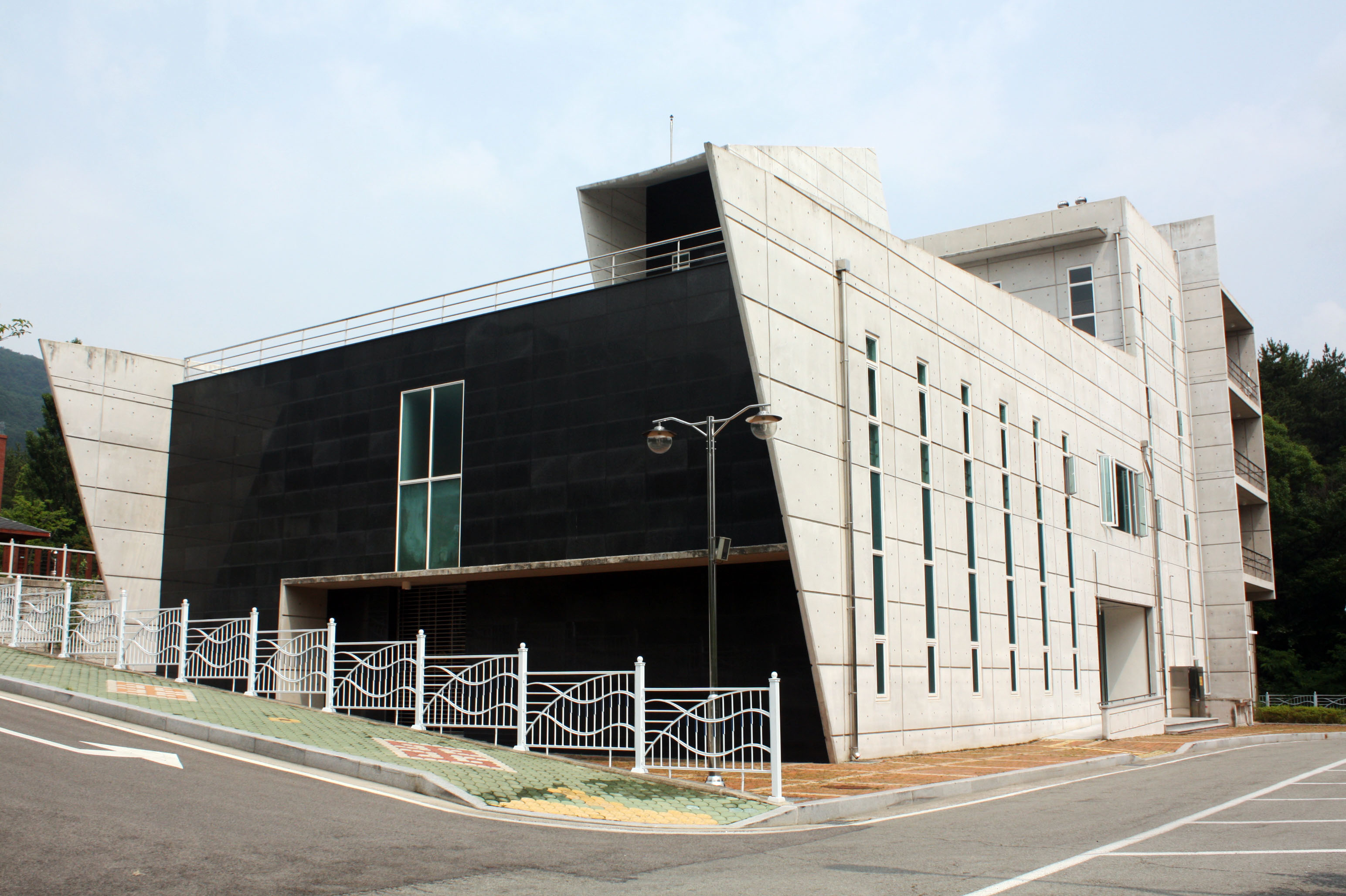
예술대 3호관
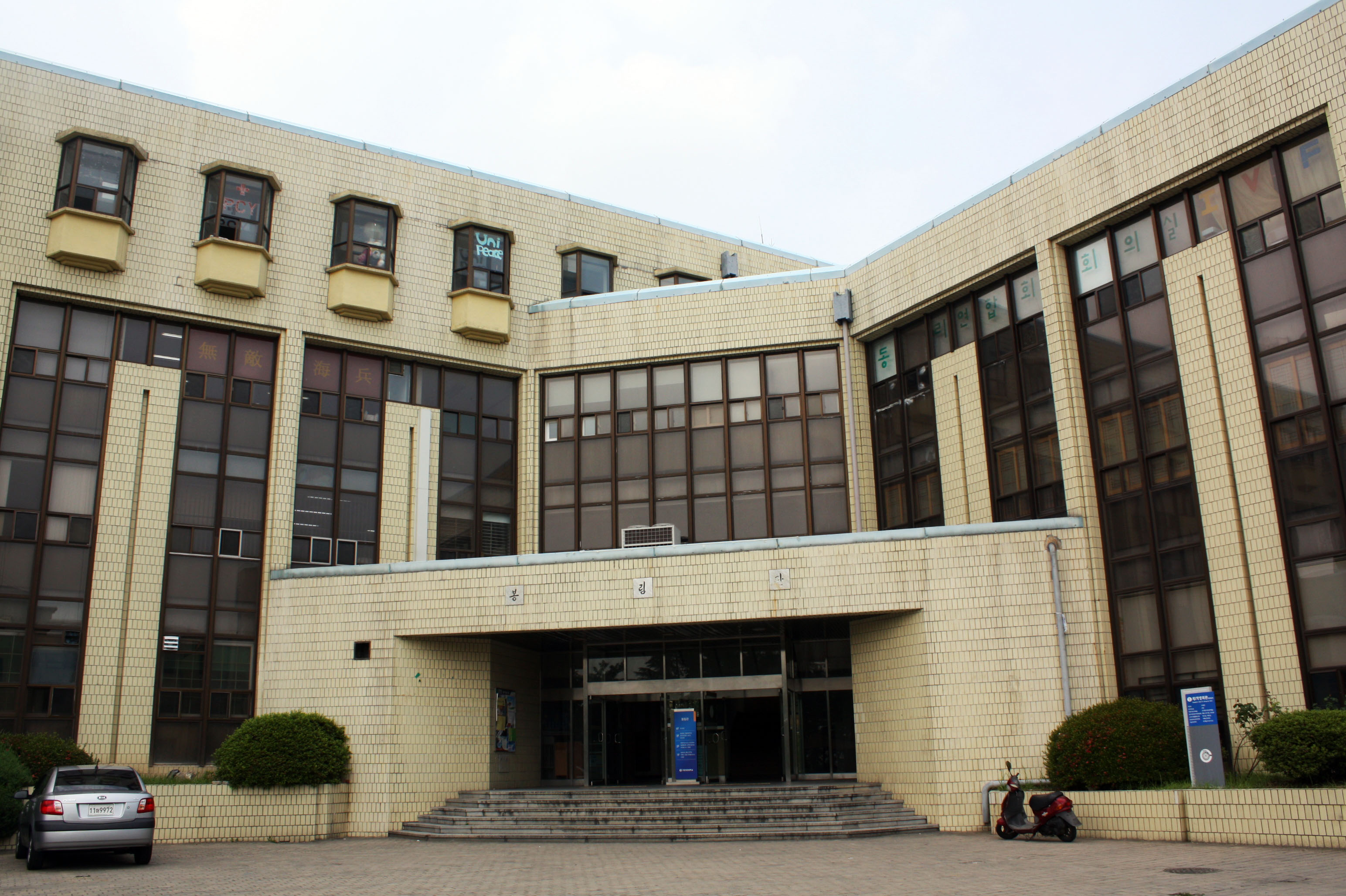
제1학생회관(봉림관)
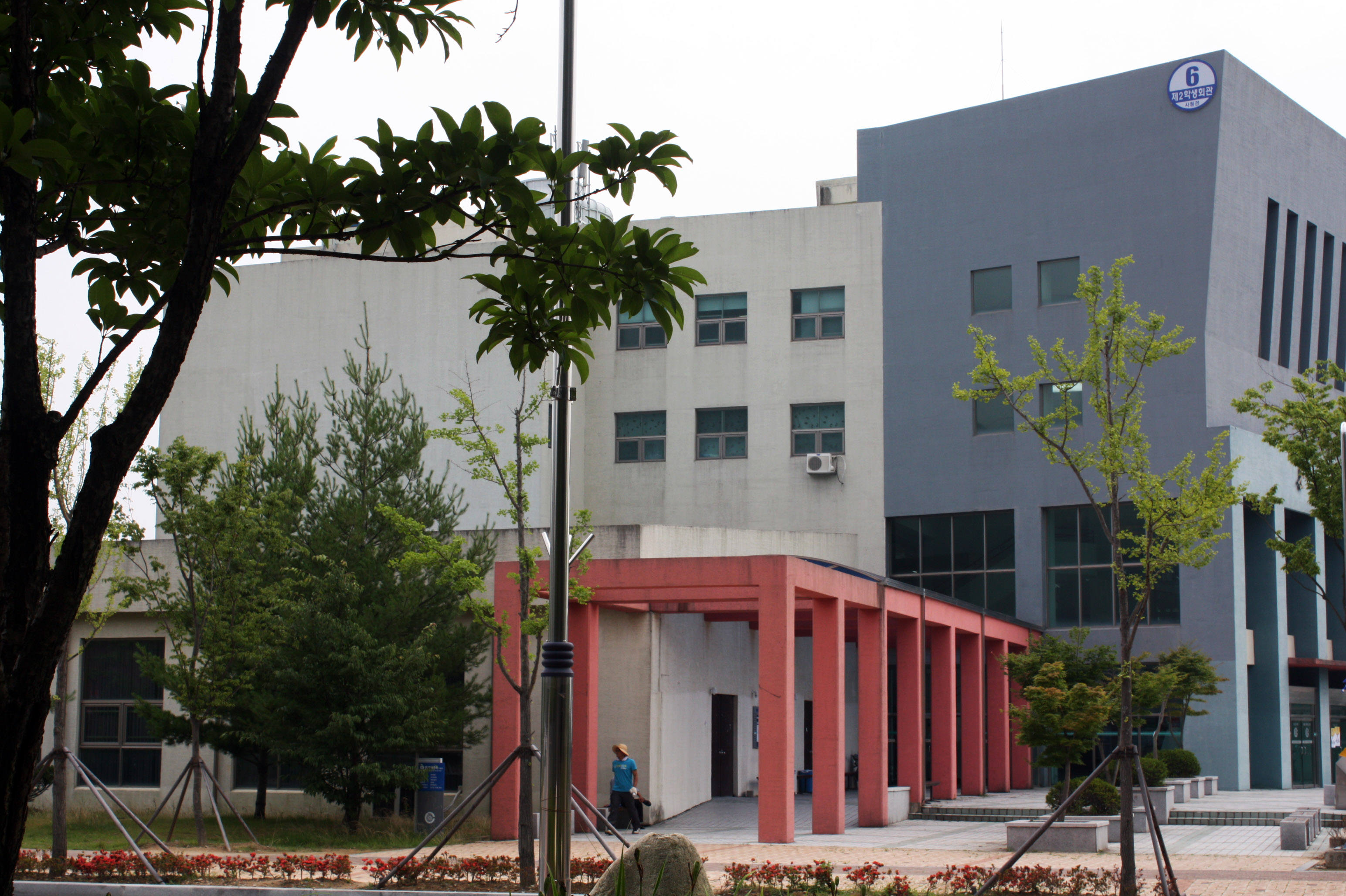
제2학생회관(사림관)
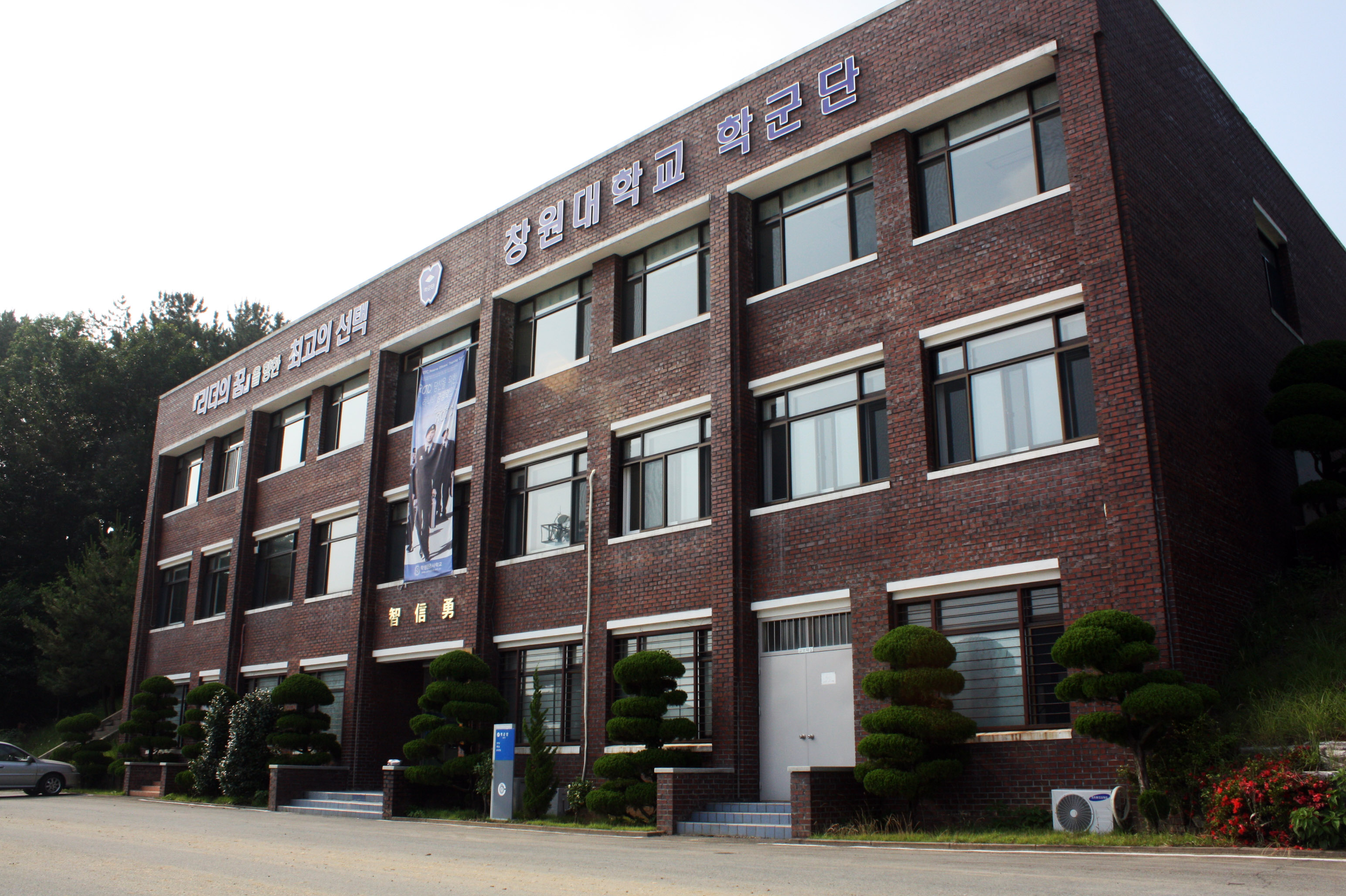
국립창원대 ROTC건물
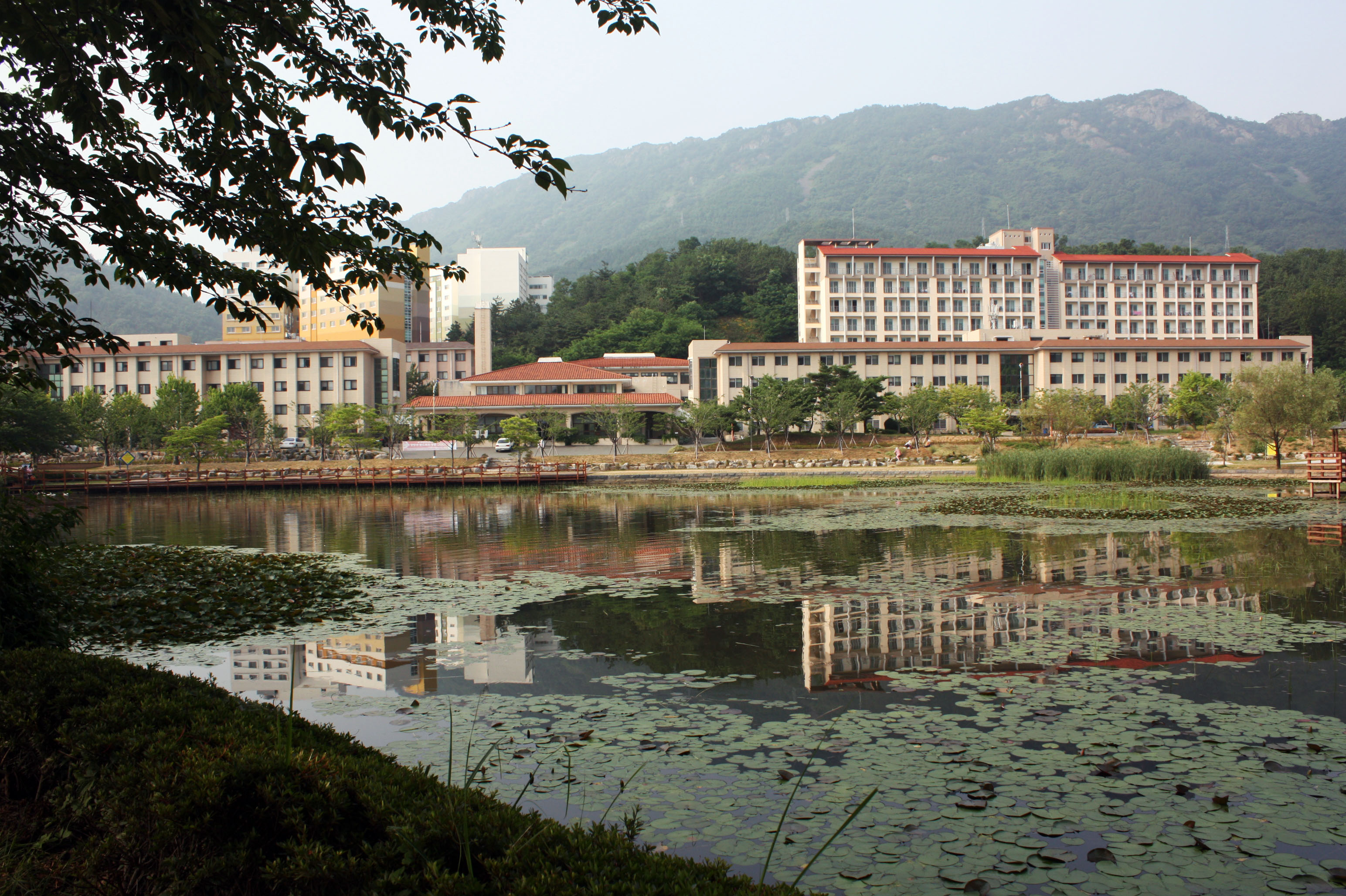
교내 호수와 기숙사
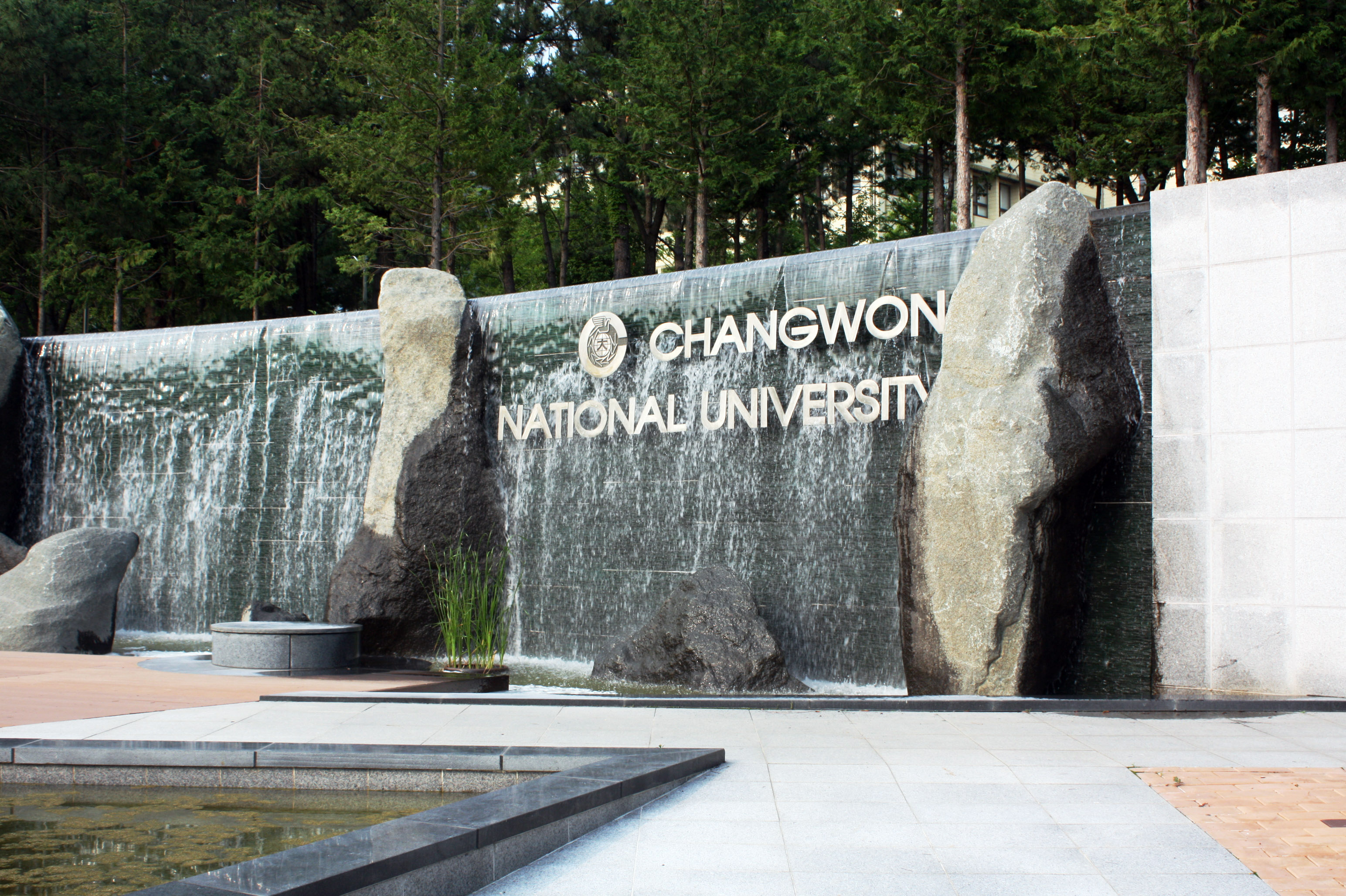
본부 근처의 분수대
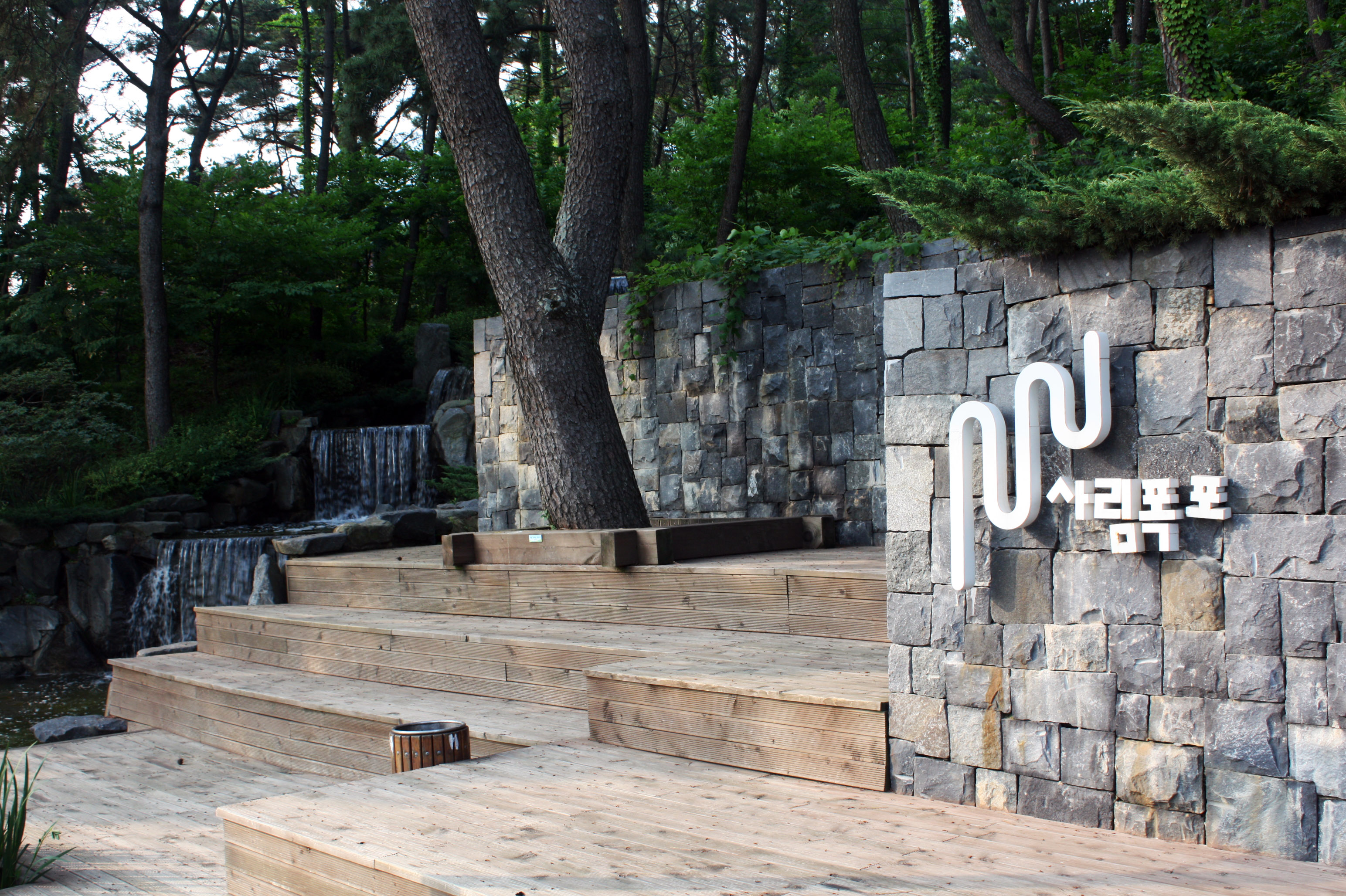
공대 근처의 분수대

## 같이 보기
- 대한민국의 교육